# Avinguda de la Vila Joiosa
L'avinguda de la Vila Joiosa, popularment coneguda com a carretera de la Cantera, és una llarga avinguda costanera de la ciutat d'Alacant.
L'avinguda es perllonga en direcció sud-oest - nord-est des del scalextric del Postiguet fins a la rotonda de la Illeta, al barri de l'Albufereta. Amb 2,75 km de longitud, l'avinguda discorre encaixonada entre la costa i la Serra Grossa, i connecta el centre d'Alacant amb les platges del nord del terme municipal. Al marge litoral, un llarg passeig per als vianants amb tres miradors recorre l'avinguda.
Es tracta d'una carretera de dos carrils per sentit separats per una mitjana. El límit de velocitat, de 50 km/h, està controlat mitjançant radar.
Per l'avinguda circulen les línies 21, 22, 21N, 22N d'autobús (TAM). Donen a aquesta avinguda les parades de Sangueta i La Illeta del TRAM Metropolità d'Alacant, que circula en paral·lel, encara que a diferents altures.